# 磁気抵抗
磁気抵抗（じきていこう、英: magnetic reluctance, magnetic resistance）は、磁気回路における磁束の流れにくさを表す度合いで、起磁力を磁束で割った値で表される。リラクタンス（reluctance）と呼ばれることも多いが、学術用語集（物理学編・計測工学編・地震学編）では「磁気抵抗」となっている。
磁気抵抗は、電気回路における電流の流れにくさを表す電気抵抗（electrical resistance）に対応するもの（アナロジー）である。
まぎらわしいが、磁気抵抗効果（magnetoresistance）とはまったく別のものである。
リラクタンス（reluctance）の概念は1888年にオリヴァー・ヘヴィサイド（Oliver Heaviside）によって導入された。これはジェームズ・ジュール（James Joule）によって磁気抵抗（magnetic resistance）として最初に言及されていたものであった。
起磁力は、ロバート・ホルフォード・マクドウォール・ボサンケットが命名し、磁束の式はヘンリー・ローランド（H.A.Rowland）がオームの法則の類推から導いたものである。

## 概要
磁気抵抗（リラクタンス）の値 {\displaystyle {\mathcal {R}}_{m}} は、起磁力を {\displaystyle {\mathcal {F}}_{m}}、磁束を {\displaystyle \Phi } とすると、その比で定義される。単位は、国際単位系（SI）ではアンペア毎ウェーバ [A/Wb] である。
{\displaystyle {\mathcal {R}}_{m}={\frac {{\mathcal {F}}_{m}}{\Phi }}}　[A/Wb]
これは、電気抵抗 {\displaystyle R} が起電力 {\displaystyle {\mathcal {E}}} と電流 {\displaystyle I} の比
{\displaystyle R={\frac {\mathcal {E}}{I}}}　[Ω]
で表されること（単位はオーム）に対応している。起磁力（MMF）の式として表せば、
{\displaystyle {\mathcal {F}}_{m}=\Phi {\mathcal {R}}_{m}}　[A]
となり、これはホプキンソンの法則（Hopkinson's law）とも呼ばれる。
起磁力 {\displaystyle {\mathcal {F}}_{m}} は、例えば電磁石では鉄心に巻いてあるコイルの巻き回数（winding number） {\displaystyle N} と、そこに流れる電流 {\displaystyle I} の積 {\displaystyle NI} で示される。これより、次の式が成り立つ。
{\displaystyle {\mathcal {R}}_{m}={\frac {NI}{\Phi }}}　[A/Wb]
電磁気学によれば、マクスウェルの方程式における「磁束保存の式」が記述するところに従って、磁束は常に閉曲線を描く。しかしながら、その閉曲線の経路は周囲の物質の磁気抵抗に依存することになり、経路の周囲では磁気抵抗は最低となる。空気中や真空中における磁気抵抗は高く、軟鉄のように容易に磁化される物質の磁気抵抗は低い。磁気抵抗の低い素材において、磁束の集中は一時的に強い磁極を形成し（一時磁石）、その素材をより高い磁束の領域へと引き寄せる力を引き起こす。
磁気回路が一様（断面積と透磁率が一定）である部分において、磁気抵抗は以下の式で算出される。
{\displaystyle {\mathcal {R}}_{m}={\frac {l}{\mu A}}={\frac {l}{\mu _{0}\mu _{r}A}}}　[A/Wb]
ここで、{\displaystyle l} は磁気回路の長さ、{\displaystyle A} は断面積、{\displaystyle \mu } は透磁率（{\displaystyle \mu _{0}=4\pi \times 10^{-7}} は真空の透磁率、 {\displaystyle \mu _{r}} は回路の素材の比透磁率）
磁気抵抗（リラクタンス）の逆数はパーミアンス（permeance）と呼ばれ、次のように表される（単位はヘンリー）。
{\displaystyle {\mathcal {P}}={\frac {1}{{\mathcal {R}}_{m}}}}　[H]